# La Chapelle-Gaudin
La Chapelle-Gaudin és un municipi francès situat al departament de Deux-Sèvres i a la regió de la Nova Aquitània. L'any 2007 tenia 225 habitants.

## Demografia

### Població
El 2007 la població de fet de La Chapelle-Gaudin era de 225 persones. Hi havia 105 famílies de les quals 32 eren unipersonals (28 homes vivint sols i 4 dones vivint soles), 45 parelles sense fills, 24 parelles amb fills i 4 famílies monoparentals amb fills.
La població ha evolucionat segons el següent gràfic:
Habitants censats

### Habitatges
El 2007 hi havia 137 habitatges, 106 eren l'habitatge principal de la família, 22 eren segones residències i 9 estaven desocupats. Tots els 137 habitatges eren cases. Dels 106 habitatges principals, 87 estaven ocupats pels seus propietaris i 19 estaven llogats i ocupats pels llogaters; 8 tenien dues cambres, 8 en tenien tres, 23 en tenien quatre i 67 en tenien cinc o més. 96 habitatges disposaven pel capbaix d'una plaça de pàrquing. A 56 habitatges hi havia un automòbil i a 48 n'hi havia dos o més.

### Piràmide de població
La piràmide de població per edats i sexe el 2009 era:
| Homes | Edats   | Dones |
| ----- | ------- | ----- |
| 0     | 95 o +  | 0     |
| 4     | 90 a 94 | 0     |
| 0     | 85 a 89 | 4     |
| 4     | 80 a 84 | 4     |
| 4     | 75 a 79 | 8     |
| 8     | 70 a 74 | 4     |
| 8     | 65 a 69 | 0     |
| 20    | 60 a 64 | 8     |
| 8     | 55 a 59 | 4     |
| 4     | 50 a 54 | 4     |
| 16    | 45 a 49 | 8     |
| 8     | 40 a 44 | 20    |
| 8     | 35 a 39 | 8     |
| 0     | 30 a 34 | 0     |
| 16    | 25 a 29 | 4     |
| 4     | 20 a 24 | 4     |
| 20    | 15 a 19 | 20    |
| 8     | 10 a 14 | 12    |
| 8     | 5 a 9   | 0     |
| 4     | 0 a 4   | 0     |

## Economia
El 2007 la població en edat de treballar era de 150 persones, 116 eren actives i 34 eren inactives. De les 116 persones actives 105 estaven ocupades (62 homes i 43 dones) i 11 estaven aturades (6 homes i 5 dones). De les 34 persones inactives 17 estaven jubilades, 5 estaven estudiant i 12 estaven classificades com a «altres inactius».

### Ingressos
El 2009 a La Chapelle-Gaudin hi havia 102 unitats fiscals que integraven 222,5 persones, la mediana anual d'ingressos fiscals per persona era de 15.473 €.

### Activitats econòmiques
Dels 6 establiments que hi havia el 2007, 1 era d'una empresa alimentària, 1 d'una empresa de construcció, 1 d'una empresa immobiliària i 3 d'empreses de serveis.
L'únic servei als particulars que hi havia el 2009 era una fusteria.
L'únic establiment comercial que hi havia el 2009 era una fleca.
L'any 2000 a La Chapelle-Gaudin hi havia 20 explotacions agrícoles que ocupaven un total de 1.264 hectàrees.

## Equipaments sanitaris i escolars
El 2009 hi havia una escola elemental integrada dins d'un grup escolar amb les comunes properes formant una escola dispersa.

## Poblacions més properes
El següent diagrama mostra les poblacions més properes.